# Мартин, Дуэйн
Дуэйн Мартин (англ. Duane Martin, род. 11 августа 1965) — американский актёр.

## Ранние годы
Мартин родился в Бруклине, Нью-Йорк и является выпускником Нью-Йоркского университета. В студенческие годы играл в баскетбольной команде университета.

## Карьера
Мартин небольшое время играл в Национальной баскетбольной ассоциации за клуб Нью-Йорк Никс. Он также является владельцем Impact Sports, компании, представляющей профессиональных атлетов. Первый раз на экранах Мартин появился в небольшой роли сериала «Всю ночь» канала NBC, в котором снимались Патти Лабель, Вивика Фокс и Моррис Честнат. Он также появился в клипе «I'll Make Love to You» группы Boyz II Men.
Мартин вернулся на телевидение с помощью Вивики Фокс и Джона Крайера в небольшом ситкоме «Получить персонально» канала Fox. Он сыграл репортёра Роберта Джеймса в сериале «Все от США» канала CW. В сериале играли Лиза Рей, Тони Рок и Камани Гриффином.

## Личная жизнь
Мартин женат на звезде сериалов «Мартин» и «Моя жена и дети» Тише Кэмпбелл-Мартин. Пара поженилась 17 августа 1996 года. У них есть два сына: Ксен (род. 8 августа 2001) и Иезекиель (род. 8 сентября 2009).

## Фильмография
| Год       |     | Русское название                      | Оригинальное название                           | Роль                  |
| --------- | --- | ------------------------------------- | ----------------------------------------------- | --------------------- |
| 1990      | тф  | —                                     | Moe’s World                                     | Стив                  |
| 1991      | с   | —                                     | Against the Law                                 | н/д                   |
| 1992      | ф   | Белые люди не умеют прыгать           | White Men Can’t Jump                            | Уилли Льюис           |
| 1992      | с   | —                                     | Roc                                             | Кенни                 |
| 1992      | с   | CBS Особенные школьные каникулы       | CBS Schoolbreak Special                         | Джордан               |
| 1992—1993 | с   | —                                     | Out All Night                                   | Видал Томас           |
| 1993—1995 | с   | Принц из Беверли-Хиллз                | The Fresh Prince of Bel-Air                     | доктор Дуэйн          |
| 1994      | ф   | Над кольцом                           | Above the Rim                                   | Кайл Ли Уотсон        |
| 1994      | ф   | Чернильница                           | The Inkwell                                     | Филлипс               |
| 1995      | мс  | Сказочные истории для всех детей      | Happily Ever After: Fairy Tales for Every Child | принц                 |
| 1996      | ф   | Убрать перископ                       | Down Periscope                                  | Джексон               |
| 1997      | с   | Холостые мужчины и незамужние женщины | Living Single                                   | Тай Ричардсон         |
| 1997      | ф   | —                                     | Fakin’ Da Funk                                  | Брэндон               |
| 1997      | с   | —                                     | Between Brothers                                | Мейсон                |
| 1997      | ф   | Крик 2                                | Scream 2                                        | Джоэл                 |
| 1998      | с   | Волшебный мир Дисней                  | The Wonderful World of Disney                   | Джим                  |
| 1998      | ф   | Ву                                    | Woo                                             | Фрэнки                |
| 1998      | с   | —                                     | Getting Personal                                | Майло Дусетт          |
| 1998      | ф   | Факультет                             | The Faculty                                     | первый офицер         |
| 1999      | тф  | —                                     | Mutiny                                          | Би Джей Тич           |
| 1999      | ф   | Каждое воскресенье                    | Any Given Sunday                                | агент Уилли           |
| 1999      | с   | Шугар Хилл                            | Sugar Hill                                      | н/д                   |
| 2000      | с   | Подруги                               | Girlfriends                                     | возлюбленный Джоан    |
| 2001      | с   | Один на один                          | One on One                                      | Эллиотт               |
| 2001      | тф  | Слепцы                                | Blind Men                                       | н/д                   |
| 2002      | с   | Да, дорогая!                          | Yes, Dear                                       | Алан                  |
| 2002      | кор | —                                     | I Got You                                       | н/д                   |
| 2003      | с   | Эбби                                  | Abby                                            | н/д                   |
| 2003      | ф   | Избавьте нас от Евы                   | Deliver Us from Eva                             | Майкл                 |
| 2003      | ф   | Друзья жениха                         | The Groomsmen                                   | Фил                   |
| 2003      | в   | Делай или сдохни                      | Ride or Die                                     | Конрад «Ред» Макрей   |
| 2003—2007 | с   | Всё о нас                             | All of Us                                       | Роберт Джеймс-старший |
| 2004      | ф   | Массовка                              | The Seat Filler                                 | Деррик                |
| 2006      | с   | Говорящая с призраками                | Ghost Whisperer                                 | Эштон Белласо         |
| 2009      | с   | Рита отжигает                         | Rita Rocks                                      | Чак Дешеннон          |
| 2011      | с   | Шоу Пола Райзера                      | The Paul Reiser Show                            | Фернандо              |
| 2015      | ф   | —                                     | Sister Code                                     | Дуэйн Шакир           |
| 2017      | с   | Странная парочка                      | The Odd Couple                                  | Майкл                 |
| 2017      | с   | История New Edition                   | The New Edition Story                           | Майкл                 |
| 2019      | с   | —                                     | L.A.’s Finest: Behind the Scenes Extras         | Бен Бейнс             |
| 2019—2020 | с   | Лучшие в Лос-Анджелесе                | L.A.’s Finest                                   | Бен Бейнс             |